# Michael Catherwood
Michael Dwight Catherwood (San Marino, California, 15 de marzo de 1979), también conocido como Psycho Mike es una personalidad de radio estadounidense. Es conocido principalmente por su trabajo en KROQ-FM en Kevin and Bean  y más recientemente como copresentador de Loveline.

## Primeros años
Catherwood creció cerca de San Marino, California. Sus años de adolescencia fueron el comienzo de sus problemas con el abuso de sustancias, ya que comenzó a beber a una edad temprana. Asistió a San Marino High School.

## Radio

### Kevin & Bean Show
Catherwood fue el productor asistente del programa de Kevin and Bean, y frecuentemente protagoniza segmentos de hombres en la calle, así como parodias de la mayoría de las canciones comerciales que generalmente involucran temas crudos. Catherwood también es un culturista aficionado y un entrenador personal certificado y ha aparecido en varios segmentos educando a los oyentes sobre el ejercicio y la nutrición.
Es conocido por interpretar muchas imitaciones vocales, incluyendo Gene Simmons, Kevin Federline, Spencer Pratt, Manny Ramirez, Lamar Odom, Antonio Villaraigosa, Tom DeLonge, Adam Carolla y Anthony Kiedis, así como un personaje de su propia invención llamado «Rudy», «un estereotipo de cholo exconvicto de fuerte acento con una inclinación por la marihuana y la depilación masculina». Otros personajes que compuso fueron «Sven», un vikingo nórdico de la disco y «Carbuncle», un pirata que navega por el esmegma de los prepucios.
En junio de 2007, creó una sensación de KROQ, una parodia de la canción de Plain White T's, «Hey There Delilah», llamada «Hey There Vagina».  La canción fue la canción más solicitada en la estación durante una semana hasta que los abogados de la estación la anularon, alegando que era «indecente». La estación también sacó su propio enlace a la canción.

### Loveline
El 21 de marzo de 2010, fue contratado permanentemente como el copresentador del programa de radio llamado Loveline, con el médico presentador Dr. Drew Pinsky. Catherwood frecuentemente recurre a su propia experiencia pasada como drogadicto para educar y confrontar a quienes llaman sobre el tema del abuso de sustancias. El 5 de enero de 2015, Catherwood y Pinsky lanzaron un nuevo programa, Dr. Drew Midday Live con Mike Catherwood en KABC en Los Ángeles. El 16 de marzo de 2016, Catherwood anunció en el aire que dejaría Loveline a fin de mes.

### The Jason Ellis Show
A partir de 2016, Catherwood es un invitado recurrente en The Jason Ellis Show en Sirius XM Faction Talk.

## Televisión
Live with Regis and Kelly
- El 28 de enero de 2011, Mike fue copresentador con Kelly Ripa. Los espectadores votaron a Mike como un complemento para Regis Philbin.

Dancing With The Stars
- El 28 de febrero de 2011, durante un segmento de The Bachelor, Dancing With The Stars anunció sus próximos concursantes de la temporada 12, y Catherwood fue presentado para unirse al elenco que debutará el 21 de marzo de 2011.[12] Fue emparejado con la bailarina profesional Lacey Schwimmer. Catherwood admitió que mientras él es un atleta, no tenía experiencia de baile ni «gracia». Su copresentador de Loveline, el Dr. Drew, fue un gran apoyo para su competencia, apareciendo cada noche en la audiencia con su esposa e hijos,[13][14] y haciendo llamamientos para que los fanáticos del programa votaran. En un momento dado, Pinsky dijo, con expresión divertida, que cruzaría el escenario y atacaría con el antebrazo a Len Goodman (de manera similar a Shawne «Lights Out» Merriman) si le daba a Catherwood una mala puntuación.[15]

El 29 de marzo de 2011, se convirtió en el primer participante de la temporada 12 en ser eliminado, seguido de la presentadora de programas de entrevistas Wendy Williams.
The Bad Girls Club (Season 6)
- Catherwood apareció en el episodio 7 de la temporada 6, donde las chicas aparecieron como invitadas en el programa de radio Loveline.

American Chopper Live "The Build Off"
- Catherwood apareció como presentador de American Chopper Live "The Build Off,[16] una competencia de construcción de bicicletas en vivo con Paul Teutul Jr., Paul Teutul, Sr. y Jesse James. El programa se emitió el 6 de diciembre de 2011, en Discovery Channel,

The Choice
- En 2012, participó en el programa de citas de Fox, The Choice.[17]

Chain Reaction
- A finales de 2014, Catherwood fue nombrado anfitrión de la reactivación de GSN en 2015 del programa de concurso, Chain Reaction.

| Año           | Título         | Papel    | Notas                                          |
| ------------- | -------------- | -------- | ---------------------------------------------- |
| 2014–presente | Undateable     | Mike     | Aparición especial (temporada 2, episodio 6-7) |
| 2015–2016     | Chain Reaction | Él mismo | Presentador                                    |

## Vida personal
Catherwood tiene ascendencia irlandesa y mexicana. Catherwood se casó con la actriz Bianca Kajlich (Rules of Engagement) el 16 de diciembre de 2012. Se conocieron por primera vez durante un episodio de Loveline. La pareja tiene una hija, nacida en 2014.